# Dillon (Sujeto D-44)
Dillon ( conocido inicialmente por el nombre en código "D-44" o Sujeto D-44 ) es un personaje ficticio del universo  de la serie de televisión estadounidense de género tokusatsu Power Rangers , es conocido por ser el protagonista principal de la temporada Power Rangers RPM donde ejerce el papel del  Ranger Negro y sublíder del equipo , en esa misma serie se conoce que el personaje sufre de Amnesia por lo que tiene nulos recuerdos de su pasado.

## Información general

### Power Rangers RPM
Dillon es conocido por ser el Ranger Operador Serie Negra, conocido simplemente como "Ranger Negro" por sus compañeros, y llamado  "Sujeto D-44" por  Venjix y sus demás rbots. Su número de operación es cinco, hipotéticamente por ser el quinto miembro en unirse al equipo. Su zord es un Lobo Mecánico, que es una combinación de un coche de policía y un lobo.
El es de carácter distante y algo retirado, un poco lobo solitario entre sus compañeros Rangers. A pesar de esto, tiene un lado más amable. No duda en ayudar cuando alguien está en peligro, e incluso ha defendido personalmente a Ziggy, Summer y, en cierta medida, a Scott. Aunque desconfía de los demás, acepta ayudar a la Doctora K y los otros Rangers a proteger a Corintia.
Puede ser brusco y tiene un poco de lado rebelde, y a menudo critica y habla sarcásticamente con el Dr. K y los Vigilantes, similar al desafío de Tenaya 7 a Venjix.
Él conduce un coche personal del modelo Plymouth Fury de color negro que lanza fuego desde sus silenciadores.

## Historia
Al comienzo de la serie, fue visto fuera de Corintia, vagando por un mundo desolado en busca de la ciudad sin ningún recuerdo de su pasado, sin siquiera saber su propio nombre. Fue allí donde Ziggy lo enfrentó intentando robarle pero Dillon lo detiene y lo convence de venir con el a la Ciudad.
Él y Ziggy fueron arrestados inicialmente a la vista cuando Dillon fue encontrado con la tecnología Venjix en su cuerpo, mejorando sus capacidades físicas a niveles sobrehumanos, lo que lo convirtió en un candidato perfecto como operador de la Serie Negra , por lo que poco después fue liberado de prisión. 
Aunque al principio dudo unirse al equipo, finalmente llegó a un acuerdo sobre lo que protegería y decidió unirse a los otros Rangers.
El pasado de Dillon es un misterio absoluto. Las únicas pistas que tiene de su vida anterior son sus mejoras tecnológicas, un reloj de bolsillo musical que lleva consigo en todo momento, y varios extraños sueños recurrentes de una niña ciega y desconocida que, junto con él, está bajo la custodia de Venjix. Incluso una vez intentó dejar Corintia en un intento de buscar las piezas faltantes de su pasado. Al escuchar una llamada de socorro de los otros Rangers, decidió que necesitaba quedarse y abandonó sus planes previos de irse para ayudar a sus compañeros de equipo a salir.
Sus sueños demostraron ser importantes cuando un Robot de Ataque Venjix llamado Sat Bot, apareció en uno de sus sueños y afirmó haber borrado y poseer, los recuerdos de Dillon. Antes de ser destruido por Dillon luego de su primer ataque inicial, el Sat Bot activó un virus en los implantes mecánicos de Dillon diseñados para hacerlos crecer hasta que tomen el control de él, y la Dra. K dice que no hay cura.
Venjix intenta usar este virus para eventualmente poner a Dillon bajo su control.
Después de someterse a una hipnoterapia, encuentra recuerdos de un área llamada Plaza Kenmore ubicada en Ciudad Omega,una localidad evacuada después del primer ataque de Venjix. Sin embargo, pronto se descubrió que los recuerdos eran falsos y se implantaron a propósito para que Venjix pudiera atraer a los Rangers a una trampa.
Más tarde, Dillon descubre que la niña ciega en sus sueños es su hermana, que había estado prisionera en una fábrica de Trituradores. Después de investigar la fábrica, Summer encuentra una llave que coincide con la que Dillon tiene para su reloj de bolsillo, aunque para consternación de Dillon, no hace nada.
Cuando Dillon y Summer quedaron atrapados dentro de un edificio en llamas en un intento por encontrar a su hermana, comenzaron a darse cuenta de que tenían sentimientos el uno por el otro y en un momento estaban a punto de besarse, pero fueron interrumpidos dos veces: la primera vez cuando los chorros de agua del Zord Ballena los mojo cuando intento apagar el fuego, y la segunda vez inmediatamente después, cuando Gem y Gemma irrumpieron en el edificio para encontrarlos.
Scott luego informa a Dillon de la existencia de un campo de prisioneros de Venjix donde sus cautivos se están convirtiendo en híbridos humanos como él.
Finalmente, descubre que las dos teclas que posee, cuando está conectado, hacen que su reloj de bolsillo toque una melodía diferente. Cuando se da cuenta de que esta nueva melodía es la misma que silva Tenaya 7, la busca inmediatamente y, al encontrarse con ella en el páramo, toca la melodía original de un reloj de bolsillo para ella. 
Encuentra a Tenaya recordándolo de alguna manera, y Dillon confirma que Tenaya 7 es su hermana perdida que se convirtió en un híbrido como él.En este punto, se vuelve extremadamente protector con ella, ya que la ha perdido una vez con Venjix. Después de regresar de su primera pelea en el RPM Ultrazord,Dillon y los demás Rangers logran ver cómo a lo lejos Kyllobite secuestra a Tenaya. 
Dillon, Flynn, Scott y Summer trataron de encontrar el palacio de Venjix para salvar a Tenaya, pero las huellas que Dillon y Tenaya habían dejado antes desaparecieron. Sin embargo, durante la lucha de los Ranger con Shifter, Dillon pensó que su hermana había regresado con él. Ella atacó a Shifter cuando él tenía a los Rangers en las cuerdas. Sin embargo, cuando Dillon fue a ver a Tenaya para intentar hablar con ella, descubrió que ella solo lo veía como el enemigo y que no tenía recuerdos de antes. Más tarde, Dillon tuvo la oportunidad de intentar recuperar a Tenaya con el control que los Rangers obtuvieron del interior de Scott, pero Dillon usó el control para ayudar a salvar a sus amigos.
La Dra. K luego le informó a Dillon que el virus Venjix dentro de él había crecido a 40%. Una vez que alcance el 50%, perderiá el control de Venjix y sería completamente absorbido por el virus.
Cuando Venjix comenzó su último batalla en Corintia, Dillon luchó contra la activación de sus implantes Venjix el tiempo suficiente para curarse con el antídoto desarrollado recientemente por la Doctora K y posteriormente hacer lo mismo con Tenaya
Cuando Kilobyte ataca a Tenaya, él usa su escudo de invencibilidad para protegerla, solo para ser dominado por él. La explosión paralizó sus implantes robóticos y lo dejó en estado de coma durante el resto de la pelea. Se despierta a tiempo para rescatar a su hermana de la torre de control destruida, lanzándose en paracaídas.
Después de la guerra, Dillon dejó Corintia con Summer y Tenaya para explorar el mundo que ya no estaba contaminado por la contaminación de Venjix. Allí ven los frutos de su victoria, una tierra recién restaurada y la esperanza de que la Tierra será completamente restaurada algún día. También deja su reloj de bolsillo como regalo a la Doctora K como recuerdo y finalmente le agradece por ayudarlo.

### Power Rangers Super Megaforce
Dillon aparece junto con los demás Rangers de su equipo en capítulo final de nombre "Batalla Legendaria" , donde nuevamente retoma su papel de Black Ranger para ayudar a los otros Rangers a luchar contra el Ejército de la armada imperial y salvar la tierra.

### Power Rangers Beast Morphers
Dillon es brevemente mencionado en el Capítulo 9 de la Segunda Temporada de Power Rangers Beast Morphers  , donde se hace mención de él y de su pasado estando infectado con el Virus Venjix , cuando en una escena del capítulo, el personaje de Devon (protagonista y Ranger Rojo de esta temporada) accede una instalación de la Base de Operaciones en compañía de Ravi (protagonista y Ranger Azul de esta temporada), para investigar información en las Computadoras del mismo Centro, que le pueda servir de ayuda a Devon para ayudar a su padre, el Alcalde Daniels, quien recientemente se descubrió comparte cuerpo con el Villano de la serie Evox, y buscan separarlo del mismo, en esa misma escena donde Devon investiga en la computadora, Ravi buscando entre papeles se topa con la información de un Ranger Negro cuyo cuerpo estuvo dominado por un virus en el pasado, el Virus Venjix, pero que gracias a un antídoto pudo ser separado (en el mismo diálogo se puede apreciar que en el papel que sostiene Ravi, hay una imagen de la Serie Negra de RPM), haciendo alusión directa a Dillon, su infección con el Virus y su posterior desinfección del mismo al final de su temporada. Paso seguido de eso, el personaje de Devon decide buscar a la persona que creó ese antídoto, a lo que Ravi le muestra una imagen de la Doctora K, junto con los Rangers Operadores de Power Rangers RPM, y le sugiere contactarle para ver si puede solucionar el problema de su padre, a lo que Devon accede y procede a contactarla, pero luego de hacerlo no obtiene una respuesta favorable de la Doctora K quien le responde que no posee tecnología para separar a su padre del Virus, pero que, luego de una leve insistencia de parte de Devon, le sugiere que busque en la Bóveda Secreta del Centro de Comando unos Espejos Especiales (que fueron usados para separar a Zeniwing (Ranger Plateado) de Doomwimg, en la temporada de Power Rangers Dino Charge ) , que podrían ayudarlo en su plan de separar al Virus Evox del cuerpo de su padre.
En el capítulo 19 de la misma temporada, de nombre Source Code, se desvela que Evox, el villano y antagonista principal de la temporada, es en realidad el Virus Venjix, luego de que este escapara y viajará vía la Red de Computadoras hasta el Laboratorio de Nate (El Ranger Dorado de esta temporada) y sosteniendo un Cell Stift Morpher ( Morpher de la Serie Roja de Power Rangers RPM) le revelará a Nate que él era verdaderamente el Virus Venjix todo este tiempo, revelando que cuando Nate era niño, él experimentó con el Cell Shift Morpher y el ADN de una Serpiente, sin saber que Venjix se mantenía cautivo en el mismo Morhper de la Serie Roja, situación que se desveló con anterioridad en la escena final del Último Capítulo de RPM, donde a modo de Cliff-Hanger se muestra que el Virus Venjix enrealidad no fue destruido sino que una pequeña parte de él permanece escondida en el Morpher, momentos después de eso Evox, ahora proclamado como Venjix, ataca a los Rangers y los deja inconsciente por unos segundos y aprovecha ese momento para escapar. En el mismo episodio, pero escenas después, Nate trastornado decide abandonar todos sus proyectos en contra del Virus Venjix y pone en duda su trabajo en la Grid Battleforce, de la cual busca renunciar por sentirse inútil y culpable de causar problemas, en ese momento sus compañeros deciden contactar en persona a la mismísima Doctora K para que ésta pueda hablar con Nate y motivarlo a seguir luchando por el bien, ya accediendo, la misma llega a la Grid Battleforce mediante un Portal Dimensional y tomando por sorpresa a Nate, decide entablar una charla con él para convencerlo de seguir batallando con Evox, ahora Virus Venjix, pero como este se rehúsa debido a la resignación causada por la revelación de Evox momentos atrás, la Doctora K para compadecerlo le dice que ella también pasó por momentos similares a los que pasó él y sufrió las mismas emociones que él afronta en esos momentos, cuando, en su adolescencia, creó accidentalmente al Virus Venjix para escapar de un Establecimiento del Gobierno donde la mantenían cautiva, pero este accidentalmente escapó y acabó con la vida de la mayor parte del mundo, por justamente su culpa, de ahí mediante Flash-Backs menciona que una persona perteneciente a su Equipo, Dillon fue infectado con el Virus accidentalmente, por su culpa, durante el Flash-Back, se puede apreciar una escena donde aparece Dillon y demás Rangers Operadores siendo derribados por una explosión producto del ataque de un enemigo.

## Apariciones en Videojuegos
Dillon apareció por primera vez en los videojuegos como personaje jugable en el videojuego para móviles Power Rangers Dash como un personaje jugable de Power Ranges RPM que se puede desbloquear una vez completado el juego y eligiendo el equipo o bien comorandolo por 50.000 monedas , también es un personaje jugable en el videojuego de Lucha también para móviles Power Rangers: Legacy Wars , en su versión para PC y consolas Power Rangers: Battle For The Grid" , como también es un personaje secreto en el videojuego de móviles del género RPG Power Rangers: All Stars'".